# Abha
Abha je grad u Saudijskoj Arabiji, u pokrajini Asir. 
Ima oko 200,000 stanovnika (popis 2004.) Nalazi se oko 40 km od obale Crvenog mora, u dolini okruženoj kamenim zidinama. Tamo ima mnogo utvrda iz razdoblja turske vladavine. Grad leži na 2,200 metara nadmorske visine, na plodnim padinama planina na jugozapadu Arapskog poluotoka, u srcu Nacionalnog parka Asir.
Abhu zbog povoljne klime, posjećuju turisti iz Saudijske Arabije. Grad je imao nevjerojatan rast populacije, jer je još 1960. godine imao samo 25,000 stanovnika. Saudijske vlasti zamislile su Abhu kao središte kulturnih i zabavnih događanja. U ljeto se održava veliki glazbeni festival, koji privlači mnogo arapskih pjevača i gledatelja.